# Comuna Cislău, Buzău
Cislău este o comună în județul Buzău, Muntenia, România, formată din satele Bărăști, Buda Crăciunești, Cislău (reședința), Gura Bâscei și Scărișoara. Se află în Subcarpații de Curbură; lângă Buzău și Bâsca Chiojdului; și la o altitudine de 365 m deasupra nivelului mării. Are o suprafață de 61,2 km². Populația este de 4.218 locuitori, determinată în 1 decembrie 2021, prin recensământ, chestionar.

## Așezare
Comuna se situează pe valea râului Buzău, la confluența cu Bâsca Chiojdului, și este traversată de șoseaua națională DN10, care leagă Buzăul (aflat la aproximativ 52 km) de Brașov (aflat la 110 km). Din dreptul satului Gura Bâscei, din drumul național se ramifică șoseaua județeană DJ102B, care leagă comuna pe văile Bâscăi Chiojdului, Zeletinului și Drajnei de orașul Vălenii de Munte din județul Prahova. Prin comună trece și calea ferată Buzău-Nehoiașu, pe care comuna este deservită de stațiile Cisău și Gura Bâscii.

## Demografie
Componența etnică a comunei Cislău
     Români (85,73%)
     Romi (1,38%)
     Alte etnii (0,05%)
     Necunoscută (12,85%)
Componența confesională a comunei Cislău
     Ortodocși (86,65%)
     Alte religii (0,17%)
     Necunoscută (13,18%)
Conform recensământului efectuat în 2021, populația comunei Cislău se ridică la 4.218 locuitori, în scădere față de recensământul anterior din 2011, când fuseseră înregistrați 4.697 de locuitori. Majoritatea locuitorilor sunt români (85,73%), cu o minoritate de romi (1,38%), iar pentru 12,85% nu se cunoaște apartenența etnică. Din punct de vedere confesional, majoritatea locuitorilor sunt ortodocși (86,65%), iar pentru 13,18% nu se cunoaște apartenența confesională.

## Politică și administrație
Comuna Cislău este administrată de un primar și un consiliu local compus din 13 consilieri. Primarul, Constantin Mușat[*], de la Partidul Național Liberal, este în funcție din 1 noiembrie 2024. Începând cu alegerile locale din 2024, consiliul local are următoarea componență pe partide politice:
|  | Partid                    | Consilieri | Componența Consiliului | Componența Consiliului | Componența Consiliului | Componența Consiliului | Componența Consiliului | Componența Consiliului | Componența Consiliului |
|  | ------------------------- | ---------- | ---------------------- | ---------------------- | ---------------------- | ---------------------- | ---------------------- | ---------------------- | ---------------------- |
|  | Partidul Social Democrat  | 7          |                        |                        |                        |                        |                        |                        |                        |
|  | Partidul Național Liberal | 6          |                        |                        |                        |                        |                        |                        |                        |

## Istorie
La sfârșitul secolului al XIX-lea comuna Cislău făcea parte din plasa Buzău a județului Buzău, și avea în componență satele Bărăști, Buda, Cislău și Scărișoara, având în total 2586 de locuitori ce trăiau în 661 de case. În comună funcționau 8 mori de apă pe Bâsca și Buzău, 4 biserici (între care și cea a fostei mănăstiri Cislău, devenită până atunci biserică de mir) și o școală cu 59 de elevi. În 1925 comuna apare tot în plasa Buzău a aceluiași județ, primind însă în componență și satul Gura Bâscei (anterior în comuna Mărunțișu) și pierzând satul Buda (cu subdiviziunea Crăciunești) care a fost transferat comunei vecine Lapoș. Satul Buda-Crăciunești a revenit la comuna Cislău în 1931, când comuna este listată oficial ca având în compunere satele: Aninoasa, Bărăști, Buda-Crăciunești, Cislău, Gura Bâscii și Scărișoara.
În 1950 a devenit parte a raionului Cislău din regiunea Buzău și apoi (după 1952) din regiunea Ploiești, fiind reședință de raion o scurtă perioadă, înainte de mutarea reședinței de raion la Pătârlagele. În 1968 a fost reinclusă în județul Buzău, reînființat.
În această comună se află și herghelia Cislău, specializată în rasa pur sânge englez.

## Monumente istorice
Patru obiective din comuna Cislău sunt incluse pe lista monumentelor istorice din județul Buzău ca monumente de interes local. Unul este clasificat ca sit arheologic — ruinele mănăstirii Cislău din secolele al XVI-lea–al XVIII-lea, aflate la nord de satul Buda Crăciunești, în zona Poiana Zidului. Două biserici sunt monumente de arhitectură — biserica „Înălțarea Domnului” (cu clopotnița) din satul Buda-Crăciunești (1793) și biserica „Nașterea Maicii Domnului” (cu clopotnița) din Cislău (1749). La șoseaua națională, în Cislău, se află și al patrulea obiectiv, monumentul de tip memorial sau funerar „Statuia eroului Neacșu”, ridicată în 1911 în memoria celor căzuți în Războiul Român de Independență.

## Personalități născute aici
- Nicolae Tăutu (1919 - 1972), scriitor;
- Ștefan Sileanu (1939 - 2020), actor;
- Cornel Turturea (n. 1941), sportiv la lupte greco-romane.